# Эллинский секрет
«Эллинский секрет» — научно-фантастический рассказ И. А. Ефремова, написанный в 1942—1943 годах и впервые увидевший свет в 1966 году. В период его написания тематика пробуждения генетической памяти казалась слишком непривычной и «мистической»; некоторые идеи, высказанные в произведении, были развиты в романе «Лезвие бритвы» (1963). Первое произведение Ефремова, в котором затронута тема Античности и высказан ряд его эстетических идей, развитых в последующем творчестве.
Изложение ведётся от лица невролога — профессора Израиля Абрамовича Файнциммера, к которому обратился за помощью скульптор — лейтенант Виктор Леонтьев. Раненный на фронте в правую руку, он больше не в состоянии изваять свою возлюбленную Ирину из слоновой кости, как собирался сделать до войны. Его преследуют навязчивые сны-видения, из которых выясняется, что далёкий предок Леонтьева — эллинский скульптор, владел тайной размягчения слоновой кости. Научившись управлять видениями, художник переписывает текст на древнегреческом языке, который действительно содержит рецепт искомого средства. Леонтьев обретает себя и создаёт выдающееся произведение искусства.

## Сюжет

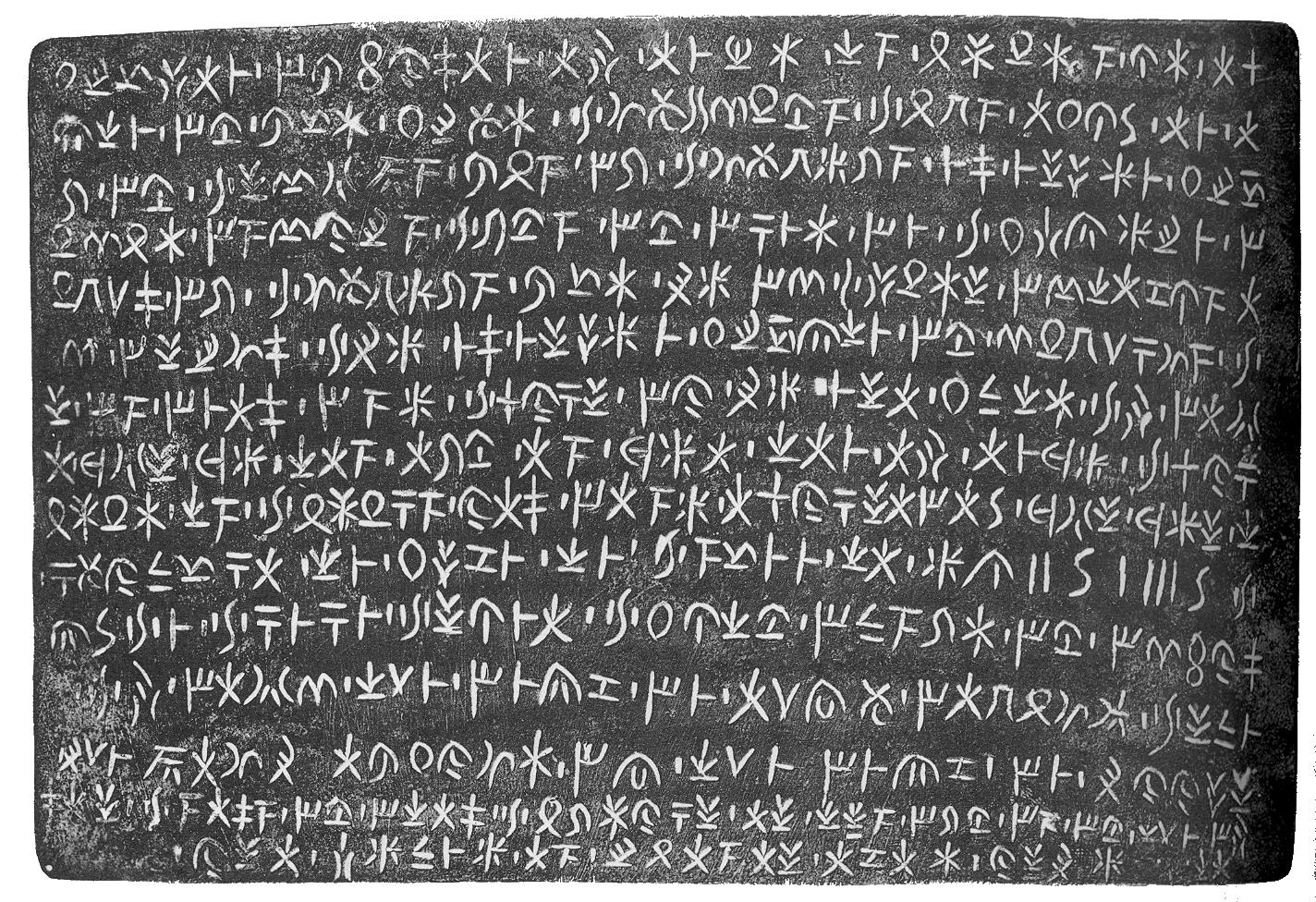
Бронзовая табличка из Идалиона с надписью кипрским письмом. Аналогичная описана в рассказе

В начале Великой Отечественной войны к профессору-нейрохирургу и психоневрологу Файнциммеру обратился раненый фронтовик Леонтьев, который в мирное время был скульптором. Полюбив спортсменку Ирину, увидев в ней соединение высшего духовного и физического совершенства, он решил изваять её из слоновой кости. На войне он был ранен в правую руку, что не позволяло отныне даже мечтать о работе с твёрдым материалом, а между тем время идёт, и красота молодой женщины может увянуть. Леонтьев впадает в депрессию и мучается страшными снами, похожими на галлюцинации. Файнциммер находит разгадку: предки Леонтьева были родом с Кипра, и лишь много веков спустя перебрались в Крым. Леонтьев, руководствуясь советами профессора, учится управлять своими видениями и пробуждает в себе память далёкого предка-скульптора, жившего в Древней Элладе и владевшего техникой размягчения слоновой кости, которая становится податливым материалом, пригодным для лепки. Готовая статуя вновь застывает и становится твёрдой. Рецепт запечатлён в надписи на медной пластине, которая является в видениях Леонтьева. Под влиянием огромного душевного напряжения из недр его мозга проступали древние отпечатки памяти, которые скрывались под грузом памяти личной; Файнциммер предположил, что в отдельных случаях по наследству передаются целые комбинации клеток мозга, запечатлевшие те или иные впечатления далёких предков. Вполне возможно, что и идея статуи из слоновой кости возникла именно у Леонтьева не случайно. Учёный-эллинист, к которому обратился Файнциммер для консультации, определяет, что надпись из видений Леонтьева сделана кипрской слоговой азбукой на эолийском наречии, и она действительно содержит рецепт средства для размягчения слоновой кости. В финале Леонтьев зовёт Файнциммера первым полюбоваться его законченным творением:

…Статую я видел. Описывать её не берусь — это будет сделано специалистами. Как анатом, я увидел в ней то самое высшее совершенство целесообразности, что все вы назовёте красотой, в которую любовь автора вложила радостное и лёгкое движение. Словом, от статуи не хотелось уходить. Долго ещё перед глазами стояла эта изумительно прекрасная женщина как доказательство всей силы власти Формы — тонкого счастья красоты, общего для всех людей.

## История создания
По собственному свидетельству И. А. Ефремова, рассказ был написан в числе семи других (в том числе «Встречи над Тускаророй» и «Олгой-Хорхоя») в самом начале его писательского пути в 1942—1943 годах, и «слишком опередил привычные для литературы того времени представления». Одновременно это было первое обращение Ефремова к теме Эллады, которая будет постоянно сопровождать его творчество. Планировалось составить из рассказов сборник под названием «Семь румбов», но после исключения «Эллинского секрета» редактором (и рассказа «Сумасшедший танк» самим Ефремовым) он стал именоваться «Пять румбов». Главной причиной была «кажущаяся мистика», но в «оттепельную» эпоху ту же тематику удалось в более развёрнутом виде представить в романе «Лезвие бритвы». В главе «Камни в степи» таёжный охотник Селезнёв под воздействием ЛСД видит картины далёкого прошлого (эпохи охотников на мамонтов), сохранившиеся в его бессознательной памяти и передававшиеся по наследству из поколения к поколению. После подробной трактовки «памяти поколений» увидел свет и «Эллинский секрет» в одноимённом сборнике 1966 года. Вл. Гаков включил рассказ в антологию «Фантастика века», которая была призвана подвести итоги развитию всей мировой фантастической литературы завершавшегося XX столетия.
По мнению С. Сергеева, фамилию персонажа-рассказчика — Файнциммер — Ефремов мог заимствовать у известного кинорежиссёра Александра Файнциммера. В 1940-е годы тот выпустил несколько фильмов о море и моряках, а Ефремов, у которого море занимало особое место в жизни и творчестве, почти наверняка мог видеть некоторые из них и знать имя режиссёра.

## Литературные особенности

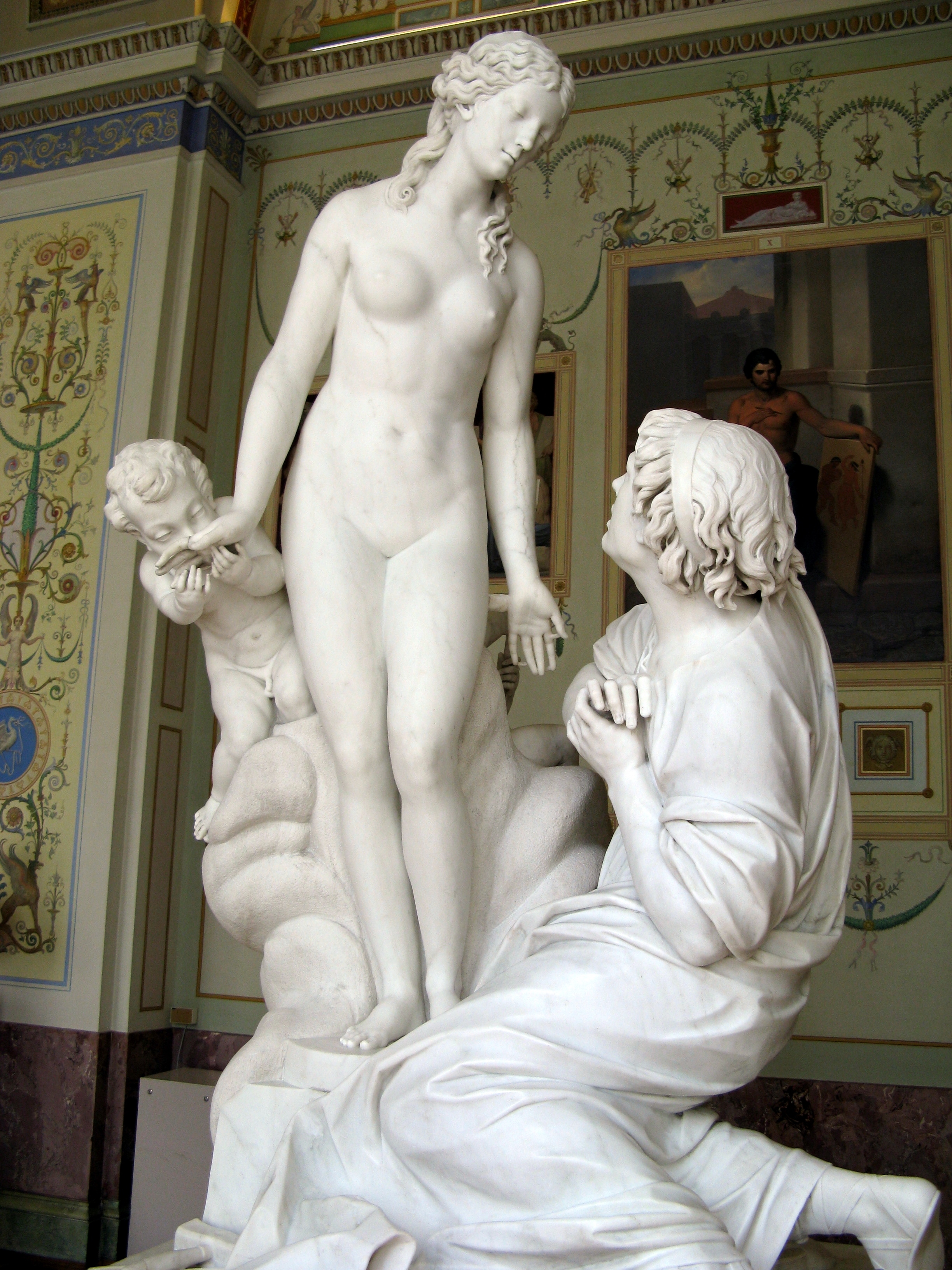
Пьетро Стаджи. Пигмалион и Галатея (копия с работы Фальконе из Лувра), 1763. Мрамор. Эрмитаж

Исследовательница Евгения Московкина рассматривала литературный опыт И. Ефремова в контексте «реалистической фантастики». Писатель нашёл семиотический механизм, позволяющий воплотить в тексте ряд мировоззренческих концептов. Фактором, связующим все аспекты культуры в её синхронии и диахронии, являлась в его творчестве идея совершенства, а оптимальным способом её выражения — эстетика, репрезентируемая в искусстве. Экфрасис приобретает у Ефремова черты метатекста. Тема искусства в самых первых произведениях Ефремова коррелировала с проблематизацией научных открытий, расширяющих научный опыт человечества. Таким образом, с точки зрения Е. Московкиной, в рассказе «Эллинский секрет» на первое место вынесена идея совершенства, и основной интриге рассказа предшествует пассаж о феноменологии прекрасного. Скульптор Леонтьев повторяет случай Менделеева — озарение через сновидение, и наследство генной памяти позволяет осуществить великий художественный замысел. История Леонтьева явно (через мотив острова Кипр) отсылает и к мифу о Пигмалионе и Галатее, и к идее торжества мира над войной. Леонтьев должен завершить свой довоенный замысел; имя его возлюбленной и натурщицы — Ирина — означает «мир»; совокупно создаётся метафора идеи высшего совершенства. Однако, по замыслу писателя, Леонтьев посвящает свою статую науке и первым демонстрирует её профессору, который излечил его и направил. Экфрасис вложен в уста профессора Файнциммера и выражает античный дух меры и благородной простоты. Более того, по мысли Ефремова, учёному требуется не только академическая подготовка и экспериментальная прикладная практика, но и начитанность в изящной словесности, художественная и музыкальная утончённость, вкус и эстетическая разборчивость как непременные составляющие полноценного культурного опыта.
Е. Московкина отмечала, что в критической литературе сложилось восприятие ранних рассказов И. Ефремова как «наивных», относимых к жанрово-стилистическому регистру детской литературы, или даже «придурковатой сталинской фантастики» (термин А. Гениса). С её точки зрения, раннее творчество писателя — это «опыт непрофессионального письма», своего рода «игра учёного в литератора», который ищет грань между беллетристической занимательностью фантастики и информативностью научно-популярной документалистики. Однако именно эти тексты подготовили его большую прозу, не уступающую последующим произведениям в художественной ценности.
Для хронотопа «Эллинского секрета» характерны некоторые особенности творчества Ефремова в целом. Главной чертой всех его ранних рассказов было наличие мотива восхождения, связанного, прежде всего, с высотами духа. Леонтьев, раненный в руку, иным путём преодолевает свой физический недуг и создаёт произведение исключительной ценности. К поэтике соцреализма в том же контексте отсылает деактуализация эротической сферы. Ирина — предмет чистого созерцания, достойная быть увековеченной в произведении искусства, а Леонтьев в первую очередь сожалеет о кратковременности «цветения» женской красоты. Герой, как и во всём раннем творчестве Ефремова — схематичен, однолинеен, силуэтен и даже антипсихологичен. В этом плане мифологический претекст, извлечённый из прошлого, из пограничного пространства между жизнью и смертью, призван восполнить дефицит человеческого, табуированного в литературе сталинской эпохи. Примечательно и то, что (по выражению Е. Московкиной) в коллизии «Эллинского секрета» прошлое служит «протезом» будущего: лишённый возможности работать с твёрдым материалом, Леонтьев левой свободной рукой копирует справа налево кипрские письмена, возникшие в его необъяснимых «воспоминаниях», что способствует и творению новой Галатеи, и излечению героя. Кульминационный момент сюжета вынесен, таким образом, за рамки реальности — «не здесь и не сейчас». Для Ефремова этот, программный для фантастического жанра приём, — не только метафора горизонта человеческих возможностей и его раздвижения, но и зона встречи человека с самим собой.

## Издания
- Эллинский секрет (рассказ) // Эллинский секрет / Составители: Е. П. Брандис, В. И. Дмитревский. — Л. : Лениздат, 1966. — С. 305—327. — 520 с. — (В мире фантастики и приключений).
- Эллинский секрет (рассказ) // Сердце Змеи / Ил. А. Иткина. — Детская литература, 1970. — Т. 19. — С. 36—59. — 576 с. — (Библиотека приключений. 2-я серия).
- Эллинский секрет (рассказ) // Сочинения в трех томах / Составитель: С. Г. Жемайтис. — М. : Молодая гвардия, 1975. — Т. 1. — С. 43—63. — 512 с.
- Эллинский секрет (рассказ) // Собрание сочинений в пяти томах / Ил. В. Смирнова. — М. : Молодая гвардия, 1987. — Т. 1. — С. 42—62. — 576 с.
- Эллинский Секрет (рассказ) // Фантастика века / Сост. Вл. Гаков. — Минск : Полифакт, 1995. — С. 330—338. — 618 с. — (Итоги века. Взгляд из России). — ISBN 985-6107-04-0.